# Gran Premi del Brasil
|  | Aquest article tracta sobre Fórmula 1. Si cerqueu informació sobre motociclisme, vegeu «Gran Premi del Brasil de motociclisme». |

El Gran Premi del Brasil (en portugués: Grande Prêmio do Brasil) és una carrera vàlida pel campionat mundial de Fórmula 1.
Actualment es disputa al circuit d'Interlagos, prop de São Paulo (Brasil), però també s'ha disputat al Circuit Internacional Nelson Piquet, popularment conegut com a Jacarepaguá.
En aquestes darreres temporades ha estat l'última cursa del campionat, fet que ha aportat gran emoció a les curses quan el títol mundial ha estat en joc.

## Guanyadors del GP del Brasil
| Any  | Pilot                | Equip              | Circuit     | Resultats |
| ---- | -------------------- | ------------------ | ----------- | --------- |
| 1973 | Emerson Fittipaldi   | Lotus - Ford       | Interlagos  | Resultats |
| 1974 | Emerson Fittipaldi   | McLaren - Ford     | Interlagos  | Resultats |
| 1975 | Carlos Pace          | Brabham - Ford     | Interlagos  | Resultats |
| 1976 | Niki Lauda           | Ferrari - Ferrari  | Interlagos  | Resultats |
| 1977 | Carlos Reutemann     | Ferrari - Ferrari  | Interlagos  | Resultats |
| 1978 | Carlos Reutemann     | Ferrari - Ferrari  | Jacarepaguá | Resultats |
| 1979 | Jacques Laffite      | Ligier - Ford      | Interlagos  | Resultats |
| 1980 | René Arnoux          | Renault - Renault  | Interlagos  | Resultats |
| 1981 | Carlos Reutemann     | Williams - Ford    | Jacarepaguá | Resultats |
| 1982 | Alain Prost          | Renault - Renault  | Jacarepaguá | Resultats |
| 1983 | Nelson Piquet        | Brabham - BMW      | Jacarepaguá | Resultats |
| 1984 | Alain Prost          | McLaren - TAG      | Jacarepaguá | Resultats |
| 1985 | Alain Prost          | McLaren - TAG      | Jacarepaguá | Resultats |
| 1986 | Nelson Piquet        | Williams - Honda   | Jacarepaguá | Resultats |
| 1987 | Alain Prost          | McLaren - TAG      | Jacarepaguá | Resultats |
| 1988 | Alain Prost          | McLaren - Honda    | Jacarepaguá | Resultats |
| 1989 | Nigel Mansell        | Ferrari - Ferrari  | Jacarepaguá | Resultats |
| 1990 | Alain Prost          | Ferrari - Ferrari  | Interlagos  | Resultats |
| 1991 | Ayrton Senna         | McLaren - Honda    | Interlagos  | Resultats |
| 1992 | Nigel Mansell        | Williams - Renault | Interlagos  | Resultats |
| 1993 | Ayrton Senna         | McLaren - Ford     | Interlagos  | Resultats |
| 1994 | Michael Schumacher   | Benetton - Ford    | Interlagos  | Resultats |
| 1995 | Michael Schumacher   | Benetton - Renault | Interlagos  | Resultats |
| 1996 | Damon Hill           | Williams - Renault | Interlagos  | Resultats |
| 1997 | Jacques Villeneuve   | Williams - Renault | Interlagos  | Resultats |
| 1998 | Mika Häkkinen        | McLaren - Mercedes | Interlagos  | Resultats |
| 1999 | Mika Häkkinen        | McLaren - Mercedes | Interlagos  | Resultats |
| 2000 | Michael Schumacher   | Ferrari - Ferrari  | Interlagos  | Resultats |
| 2001 | David Coulthard      | McLaren - Mercedes | Interlagos  | Resultats |
| 2002 | Michael Schumacher   | Ferrari - Ferrari  | Interlagos  | Resultats |
| 2003 | Giancarlo Fisichella | Jordan - Ford      | Interlagos  | Resultats |
| 2004 | Juan Pablo Montoya   | Williams - BMW     | Interlagos  | Resultats |
| 2005 | Juan Pablo Montoya   | McLaren - Mercedes | Interlagos  | Resultats |
| 2006 | Felipe Massa         | Ferrari            | Interlagos  | Resultats |
| 2007 | Kimi Räikkönen       | Ferrari            | Interlagos  | Resultats |
| 2008 | Felipe Massa         | Ferrari            | Interlagos  | Resultats |
| 2009 | Mark Webber          | Red Bull - Renault | Interlagos  | Resultats |
| 2010 | Sebastian Vettel     | Red Bull - Renault | Interlagos  | Resultats |
| 2011 | Mark Webber          | Red Bull - Renault | Interlagos  | Resultats |
| 2012 |                      |                    | Interlagos  | Resultats |